# Чхве Ґан Хий (футболіст)
Чхве Ґан Хий (кор. 최강희, нар. 12 квітня 1959, Сеул) — південнокорейський футболіст, що грав на позиції півзахисника. По завершенні ігрової кар'єри — футбольний тренер. З 2013 року очолює тренерський штаб команди «Чонбук Хьонде Моторс».
Виступав, зокрема, за клуб «Ульсан Хьонде», а також національну збірну Південної Кореї.

## Клубна кар'єра
У дорослому футболі дебютував 1983 року виступами за команду клубу «ПОСКО», в якій протягом року взяв участь лише у 3 матчах чемпіонату. 
1984 року перейшов до клубу «Ульсан Хьонде», за який відіграв 8 сезонів. Більшість часу, проведеного у складі «Ульсан Хьонде», був основним гравцем команди. Завершив професійну кар'єру футболіста виступами за команду «Ульсан Хьонде» у 1992 році.

## Виступи за збірну
1988 року дебютував в офіційних матчах у складі національної збірної Південної Кореї. Протягом кар'єри у національній команді, яка тривала 5 років, провів у формі головної команди країни 31 матч.
У складі збірної був учасником чемпіонату світу 1990 року в Італії, на якому відіграв в усіх трьох матчах групового етапу, які корейці, утім, програли, завершивши таким чином виступи на мундіалі. Також брав участь у футбольному турнірі домашніх для корейців літніх Олімпійських ігор 1988 року.

## Кар'єра тренера
Розпочав тренерську кар'єру, повернувшись до футболу після невеликої перерви, 1998 року, увійшовши до тренерського штабу клубу «Сувон Самсунг Блювінгз».
Протягом 2002–2003 років працював з молодіжною збірною Південної Кореї, після чого два роки працював у тренерському штабі головної збірної країни асистентом головного тренера португальця Умберту Коелью.
2005 року очолив тренерський штаб «Чонбук Хьонде Моторс», де пропрацював шість років, перебудувавши тактику команди на більш агресивний атакувальний футбол і привівши її до двох чемпіонських титулів К-Ліги в 2009 і 2011 роках. До того, у 2006, очолювана ним команда вигравала Лігу чемпіонів АФК.
2011 року прийняв пропозицію стати головним тренером національної збірної Південної Кореї. При цьому фахівець уклав контракт на роботу зі збірною лише на період відбіркового турніру до чемпіонату світу 2014 та полишив команду влітку 2013, після того, як корейці з великими труднощами однак кваліфікувалися до фінальної частини світової першості.
2013 року знову очолив тренерський штаб команди «Чонбук Хьонде Моторс», з якою здобув національні чемпіонські титули в сезонах 2014 і 2015 років.
| Дата       | Місто        | Господарі         | Результат             | Гості          | Турнір                     | Голи | Примітки |
| ---------- | ------------ | ----------------- | --------------------- | -------------- | -------------------------- | ---- | -------- |
| 26-10-1988 | Токіо        | Японія            | 0 – 1                 | Південна Корея | Щорічний матч Корея-Японія | -    | 61'      |
| 9-12-1988  | Доха         | Катар             | 2 – 3                 | Південна Корея | Кубок Азії 1988 - 1-й етап | -    |          |
| 11-12-1988 | Доха         | Південна Корея    | 2 – 3                 | Іран           | Кубок Азії 1988 - 1-й етап | -    | ?'       |
| 14-12-1988 | Доха         | Південна Корея    | 2 – 1                 | КНР            | Кубок Азії 1988 - півфінал | -    | 108'     |
| 5-5-1989   | Сеул         | Південна Корея    | 1 – 0                 | Японія         | Щорічний матч Корея-Японія | -    |          |
| 23-5-1989  | Сеул         | Південна Корея    | 3 – 0                 | Сінгапур       | Відбір до ЧС 1990          | -    |          |
| 27-5-1989  | Сеул         | Південна Корея    | 3 – 0                 | Малайзія       | Відбір до ЧС 1990          | -    |          |
| 5-6-1989   | Сінгапур     | Малайзія          | 0 – 3                 | Південна Корея | Відбір до ЧС 1990          | -    |          |
| 7-6-1989   | Сінгапур     | Сінгапур          | 0 – 3                 | Південна Корея | Відбір до ЧС 1990          | -    | 67'      |
| 10-8-1989  | Лос-Анджелес | Мексика           | 4 – 2                 | Південна Корея | Кубок Marlboro 1989        | -    | 46'      |
| 16-9-1989  | Сеул         | Південна Корея    | 0 – 1                 | Єгипет         | товариський матч           | -    |          |
| 13-10-1989 | Сінгапур     | Південна Корея    | 0 – 0                 | Катар          | Відбір до ЧС 1990          | -    |          |
| 16-10-1989 | Сінгапур     | Південна Корея    | 1 – 0                 | Північна Корея | Відбір до ЧС 1990          | -    |          |
| 20-10-1989 | Сінгапур     | КНР               | 0 – 1                 | Південна Корея | Відбір до ЧС 1990          | -    |          |
| 25-10-1989 | Сінгапур     | Саудівська Аравія | 0 – 2                 | Південна Корея | Відбір до ЧС 1990          | -    |          |
| 28-10-1989 | Сінгапур     | ОАЕ               | 1 – 1                 | Південна Корея | Відбір до ЧС 1990          | -    |          |
| 4-2-1990   | Валлетта     | Південна Корея    | 2 – 3                 | Норвегія       | Турнір Rothmans            | -    |          |
| 15-2-1990  | Багдад       | Ірак              | 0 – 0                 | Південна Корея | товариський матч           | -    | 45'      |
| 18-2-1990  | Каїр         | Єгипет            | 0 – 0                 | Південна Корея | товариський матч           | -    |          |
| 12-6-1990  | Верона       | Бельгія           | 2 – 0                 | Південна Корея | ЧС 1990 - 1-й етап         | -    |          |
| 17-6-1990  | Удіне        | Південна Корея    | 1 – 3                 | Іспанія        | ЧС 1990 - 1-й етап         | -    |          |
| 21-6-1990  | Удіне        | Південна Корея    | 0 – 1                 | Уругвай        | ЧС 1990 - 1-й етап         | -    | 62'      |
| 7-6-1991   | Сеул         | Південна Корея    | 0 – 0                 | Єгипет         | Кубок Президента 1991      | -    |          |
| 9-6-1991   | Теджон       | Південна Корея    | 3 – 0                 | Індонезія      | Кубок Президента 1991      | -    |          |
| 11-6-1991  | Кванджу      | Південна Корея    | 1 – 1                 | Мальта         | Кубок Президента 1991      | -    |          |
| 14-6-1991  | Сеул         | Південна Корея    | 0 – 0 д.ч. (4-3 п.п.) | Австралія      | Кубок Президента 1991      | -    |          |
| 16-6-1991  | Сеул         | Південна Корея    | 2 – 0                 | Єгипет         | Кубок Президента 1991      | -    |          |
| 27-7-1991  | Нагасакі     | Японія            | 0 – 1                 | Південна Корея | Щорічний матч Корея-Японія | -    |          |
| 22-8-1992  | Пекін        | Південна Корея    | 0 – 0                 | Японія         | Кубок Династії 1992        | -    |          |
| 24-8-1992  | Пекін        | Північна Корея    | 1 – 1                 | Південна Корея | Кубок Династії 1992        | -    |          |
| 29-8-1992  | Пекін        | Японія            | 2 – 2 д.ч. (4-2 п.п.) | Південна Корея | Кубок Династії 1992        | -    |          |
| Усього     |              | Матчів            | 31                    |                | Голів                      | 0    |          |

## Титули і досягнення
Гравець
- Срібний призер Кубка Азії: 1988

Тренер
- На чолі «Чонбук Хьонде Моторс»:

Переможець Ліги чемпіонів АФК: 2006
Переможець К-Ліги (4): 2009, 2011, 2014, 2015
- На чолі «Шанхай Шеньхуа»:
- Володар Кубка Китаю (1): 2019